# 馬里萬
馬里萬是伊朗的城市，حاشیه 位於該國西北部，由庫爾德斯坦省負責管轄，毗鄰與伊拉克接壤的邊境，海拔高度1,310米，2006年人口91,664，居民主要是信奉遜尼派的庫爾德人。

## 外部連結
- Government of Marivan
- Marivan Municipality